# Triglochin alcockiae
Triglochin alcockiae là một loài thực vật có hoa trong họ Juncaginaceae. Loài này được Aston miêu tả khoa học đầu tiên năm 1993.